# Simon Kaiser
Simon Kaiser (* 20. Juli 1999 in Birkenfeld) ist ein deutscher Biathlet. Er startet seit 2024 im Weltcup.

## Werdegang
Simon Kaiser stammt aus Hoppstädten-Weiersbach in Rheinland-Pfalz. Er begann im Alter von zwölf Jahren beim Biathlon-Team Saarland in Lebach mit dem Biathlon und ging zwei Jahre später ans Sportgymnasium in Oberhof, um den Sport professioneller betreiben zu können. Nach seinem Abitur 2018 begann er eine Ausbildung im regulären Dienst bei der Thüringer Polizei, die er 2020 als Polizeimeister abschloss.
Kaiser startet seit 2014 für den WSV Oberhof 05. Seit dem Abitur trainiert Kaiser am Stützpunkt Oberhof in der Trainingsgruppe mit den IBU- und Weltcupathleten. Diese wird von Jens Filbrich, Erik Lesser und Marko Danz betreut; bis 2023 war auch Mark Kirchner Teil des Trainerteams.

### Jugend- und Juniorenbereich (bis 2021)
Im Jugendbereich gehörte Simon Kaiser nicht zu den allerbesten Biathleten seines Jahrgangs in Deutschland. Im Deutschlandpokal erreichte er bei einzelnen Rennen das Podium, meistens landete er jedoch im Mittelfeld. Seine erste Saison in dieser Rennserie 2014/15 beendete er als Neunter in der Gesamtwertung; im Folgejahr wurde er Achter. In der älteren Jugendklasse landete er 2016/17 auf Platz 21 und 2017/18 auf Platz 10. Mit diesen Ergebnissen wurde Kaiser vom Deutschen Skiverband nicht in den Nachwuchskader aufgenommen, weshalb er auch keinen Platz in der Sportförderung erhielt. Seine Ausbildung bei der Landespolizei absolvierte er im regulären Vollzeit-Dienst; das Training absolvierte er außerhalb der Arbeitszeiten. In seiner ersten Saison als Junior 2018/19 verpasste er im Deutschlandpokal fünf von zwölf Rennen. Sein bestes Ergebnis war ein siebter Platz, in der Gesamtwertung wurde er 19.
Ende 2019 schaffte Kaiser es zu Saisonbeginn erstmals, sich für internationale Rennen zu qualifizieren. Beim IBU-Junior-Cup im Dezember auf der Pokljuka und in Martell kam er in vier Rennen nicht über Platz 26 hinaus. Im Januar 2020 verpasste er beim Deutschlandpokal am Notschrei die Qualifikation für die Juniorenweltmeisterschaften des Jahres. Den Rest der Saison lief er weiterhin im Deutschlandpokal.
Nach den Ergebnissen des Vorjahres wurde Simon Kaiser zur Saison 2020/21 erstmals in seiner Karriere in den Nachwuchskader des Deutschen Skiverbands (DSV) aufgenommen. Aufgrund der COVID-19-Pandemie in Deutschland wurden in diesem Winter alle Wettkämpfe auf nationaler Ebene sowie der IBU-Junior-Cup abgesagt. Bei internen Rennen qualifizierte Kaiser sich für die Juniorenweltmeisterschaften 2021 in Obertilliach, bei denen er im Sprint eine Medaille als Vierter nur um gut zwei Sekunden verpasste. In der Verfolgung wurde er 26. und mit Lucas Lechner, Philipp Lipowitz und Danilo Riethmüller in der Staffel Fünfter. Direkt nach der Junioren-WM gab er am gleichen Ort sein Debüt im IBU-Cup. Sein bestes Ergebnis in drei Rennen war Platz 38.

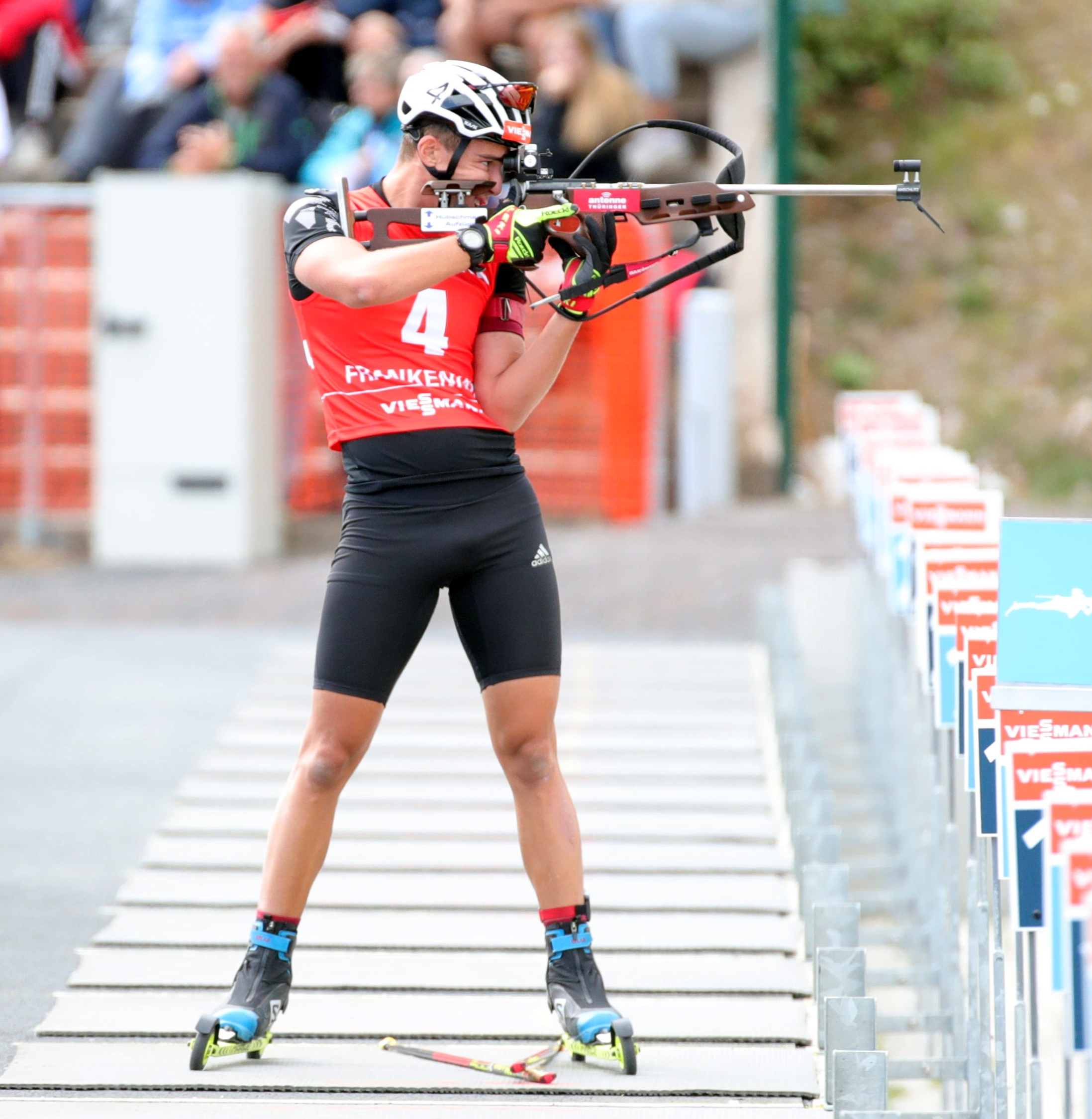
Kaiser beim Stehendschießen

### Anfänge im Erwachsenenbereich (2021 bis 2023)
Zur Saison 2021/22 wechselte Simon Kaiser in den Seniorenbereich. Der DSV nahm ihn in die Lehrgangsgruppe 2a, d. h. die B-Mannschaft, auf. Vor Beginn der Saison verpasste er zunächst die Qualifikation für den IBU-Cup. Seinen ersten Wettkampf absolvierte er Ende Dezember beim Alpencup auf der Pokljuka, wo er einen Sprint gewann. Beim Deutschlandpokal Anfang Januar am Notschrei gewann er ein weiteres Rennen und rückte in den IBU-Cup auf. In Osrblie wurde er 15. und 42. Beim Deutschlandpokal in Oberhof qualifizierte er sich für die Europameisterschaften Ende Januar am Arber, bei denen er die Plätze 81, 22 und 18 belegte. In der Folgewoche erzielte er beim IBU-Cup in Nové Město na Moravě ähnliche Ergebnisse. Nach einem weiteren Start im Deutschlandpokal wurde er zum Saisonfinale in Ridnaun erneut im IBU-Cup eingesetzt und erreichte mit Platz 13 sein bis dahin bestes Ergebnis in dieser Rennserie.
In der Saison 2022/23 war Simon Kaiser weiterhin Teil der Lehrgangsgruppe 2a. Im September 2022 gewann er hinter Philipp Horn und vor Matthias Dorfer die Silbermedaille im Sprint der deutschen Meisterschaften in Oberhof. Vor Beginn der Wintersaison qualifizierte Kaiser sich für den Auftakt des IBU-Cups in Idre. Dort erzielte er ebenso wie Ende Dezember in Ridnaun mit durchwachsenem Schießen Ergebnisse zwischen den Rängen 20 und 40. Im Januar absolvierte er nur ein offizielles Rennen, den Sprint beim IBU-Cup auf der Pokljuka, bei dem er 30. wurde. Für die Europameisterschaften wurde er nicht nominiert, nachdem Philipp Nawrath aus dem Weltcupteam dort lief, um sich noch für die WM zu qualifizieren. Anfang Februar kam er als Neunter in Obertilliach erstmals unter die ersten zehn eines IBU-Cup-Rennens. Beim Saisonfinale der Rennserie, das über zwei Wochen in Canmore stattfand, knüpfte er an diese Leistungen an und lief mit deutlich verbessertem Schießen insgesamt viermal in die Top 10. Im Massenstart 60 erreichte er dabei hinter Aleksander Fjeld Andersen und Martin Uldal auch seinen ersten Podestplatz. Die IBU-Cup-Gesamtwertung beendete er auf Platz 17.

### Saison 2023/24
In Vorbereitung auf die Saison 2023/24 wurde Simon Kaiser erstmals in die A-Nationalmannschaft aufgenommen. Bei der internen Qualifikation im November 2023 in Sjusjøen qualifizierte er sich nicht für den Weltcup, sodass er wieder im IBU-Cup an den Start ging. Bei den ersten beiden Stationen in Kontiolahti und Idre gehörte er läuferisch zu den besten Athleten, verpasste aufgrund durchwachsener Schießleistungen die vordersten Ränge; sein bestes Ergebnis war ein neunter Platz. Ende Dezember in Sjusjøen schoss er zum erst zweiten Mal in seiner Karriere in einem internationalen Wettkampf fehlerfrei und feierte damit seinen ersten IBU-Cup-Sieg.
Zu Beginn des neuen Jahres erreichte Kaiser in Martell und Ridnaun als beste Ergebnisse einen siebten und zwei neunte Plätze; wiederum erzielte er dabei gute Lauf- und schwächere Schießergebnisse. Bei den Europameisterschaften Ende Januar in Osrblie gehörte er nicht zu den besten Athleten und beendete alle Rennen jenseits von Platz 20. Anfang Februar gelang ihm dann am Arber in einem Sprint als Dritter sein zweiter Podestplatz der Saison. Beim Saisonabschluss im März in Obertilliach erreichte er in einem von fünf Rennen als vierter die Top Ten. Er beendete die IBU-Cup-Gesamtwertung auf Platz 8.

### Saison 2024/25
In der Vorbereitung auf die Saison 2024/25 war Kaiser weiterhin Teil der A-Nationalmannschaft. Bei der Weltcupqualifikation der deutschen Mannschaft in Vuokatti konnte Kaiser sich erneut nicht durchsetzen. Er begann seine Saison im IBU-Cup in Idre, wo er mit im Vergleich zu den Vorjahren deutlich verbessertem Schießen die Plätze fünf, neun und sieben und somit in allen Rennen die Top Ten erreichte. In der Folgewoche in Geilo gelang ihm als Dritter im Einzel sein erster Podestplatz der Saison; in Sprint und Verfolgung wurde er Siebter und Vierter. Als Fünfter der Gesamtwertung und bester Deutscher wurde er nach diesen Leistungen für den Weltcup in Hochfilzen nominiert. Dort belegte er bei seinem Debüt in Sprint und Verfolgung die Plätze 38 und 25, zudem war er Teil der fünftplatzierten deutschen Staffel. In der Folgewoche in Le Grand-Bornand erreichte er die Plätze 39 und 47.
Nach dem Jahreswechsel wurde Kaiser beim Weltcup in Oberhof mit schwachem Schießen 46. und 44., woraufhin er seinen Startplatz verlor. In Antholz rückte er kurzfristig wieder in die Mannschaft und verpasste mit sechs Schießfehlern im Sprint die Verfolgung. Danach startete er bei den Europameisterschaften in Martell, bei denen er als Teil der deutschen Staffel die Silbermedaille gewann.

## Statistiken

### Weltcupplatzierungen
Die Tabelle zeigt alle Platzierungen (je nach Austragungsjahr einschließlich Olympische Spiele und Weltmeisterschaften).
- 1.–3. Platz: Anzahl der Podiumsplatzierungen
- Top 10: Anzahl der Platzierungen unter den ersten zehn (einschließlich Podium)
- Punkteränge: Anzahl der Platzierungen innerhalb der Punkteränge (einschließlich Podium und Top 10)
- Starts: Anzahl gelaufener Rennen in der jeweiligen Disziplin
- Staffel: inklusive Mixed- und Single-Mixed-Staffeln

| Platzierung            | Einzel | Sprint | Verfolgung | Massenstart | Staffel | Gesamt |
| ---------------------- | ------ | ------ | ---------- | ----------- | ------- | ------ |
| 1. Platz               |        |        |            |             |         |        |
| 2. Platz               |        |        |            |             |         |        |
| 3. Platz               |        |        |            |             |         |        |
| Top 10                 |        |        |            |             | 1       | 1      |
| Punkteränge            |        | 2      | 2          |             | 1       | 5      |
| Starts                 |        | 4      | 3          |             | 1       | 8      |
| Stand: 4. Februar 2025 |        |        |            |             |         |        |

### Europameisterschaften
| Europameisterschaft | Europameisterschaft | Einzel | Sprint | Verfol- gung | Mixed- Staffel | S.-M.- Staffel |
| Jahr                | Ort                 | Einzel | Sprint | Verfol- gung | Mixed- Staffel | S.-M.- Staffel |
| ------------------- | ------------------- | ------ | ------ | ------------ | -------------- | -------------- |
| 2022                | Arber               | 81.    | 22.    | 18.          | –              | –              |
| 2024                | Osrblie             | 26.    | 33.    | 28.          | –              | 7.             |

### Juniorenweltmeisterschaften
| Europameisterschaft | Europameisterschaft | Einzel | Sprint | Verfol- gung | Staffel |
| Jahr                | Ort                 | Einzel | Sprint | Verfol- gung | Staffel |
| ------------------- | ------------------- | ------ | ------ | ------------ | ------- |
| 2021                | Obertilliach        | –      | 4.     | 26.          | 5.      |

### IBU-Cup-Siege
| Nr. | Datum         | Ort      | Disziplin |
| --- | ------------- | -------- | --------- |
| 1.  | 13. Dez. 2023 | Sjusjøen | Sprint    |